# Levi-Form
In der Mathematik ist die Levi-Form ein Begriff aus der Theorie der CR-Mannigfaltigkeiten. Die Levi-Form ist nach Eugenio Elia Levi benannt.
Sei {\displaystyle (M,H)} eine CR-Mannigfaltigkeit und {\displaystyle \pi \colon \mathbb {C} \otimes TM\to (\mathbb {C} \otimes TM)/(H\oplus {\overline {H}})} die natürliche Projektion. Dann ist die Levi-Form
{\displaystyle h\colon H\to (\mathbb {C} \otimes TM)/(H\oplus {\overline {H}})}
definiert durch 
{\displaystyle h(U):={\frac {1}{2i}}\pi (\left[U,{\overline {U}}\right])}
für alle komplexen Vektorfelder {\displaystyle U} in {\displaystyle H}.
Wenn {\displaystyle M} eine durch eine Gleichung {\displaystyle g\colon \mathbb {C} ^{n}\to \mathbb {R} } definierte Hyperfläche {\displaystyle M\subset \mathbb {C} ^{n}} (mit einer glatten Funktion {\displaystyle g\colon \mathbb {C} ^{n}\to \mathbb {R} }) ist, dann stimmt die Levi-Form mit der komplexen Hesse-Matrix von {\displaystyle g} überein.
Eine CR-Mannigfaltigkeit heißt streng pseudokonvex, wenn ihre Levi-Form (positiv oder negativ) definit ist.